# 中野以佐夫
中野 以佐夫（なかの いさお、1897年9月18日 - 1971年3月12日）は、日本の経営者。北海道新聞社社長を務めた。

## 経歴
佐賀県出身。1917年に早稲田大学文学部国文学科を中退し、1918年に小樽新聞社に入社。1945年に北海道新聞社取締役に就任し、1947年11月に専務を経て、1957年12月に社長に就任した。1968年12月に相談役に退いた。
1968年4月に勲二等瑞宝章を受章した。
1971年3月12日、圧迫性脊髄炎のために死去。73歳没。